# NHKみんなのうた 50 アニバーサリー・ベスト 〜山口さんちのツトム君〜
『NHKみんなのうた 50 アニバーサリー・ベスト 〜山口さんちのツトム君〜』（エヌエイチケーみんなのうた ごじゅう アニバーサリー・ベスト やまぐちさんちのツトムくん）は、2011年4月27日に発売された、NHKの音楽番組『みんなのうた』の放送開始50周年記念ベスト・アルバムのシリーズ。

## 概要
- 本作は、キングレコードから2枚組で発売された。

## 収録曲

### Disc 1
- 1.誰も知らない
- 2.おお牧場はみどり
- 3.あわて床屋
- 4.トム・ピリビ
- 5.森へ行きましょう
- 6.かあさんのうた
- 7.ドレミの歌
- 8.おなかのへるうた
- 9.調子をそろえてクリック・クリック・クリック
- 10.ちいさい秋みつけた
- 11.ずいずいずっころばし
- 12.クラリネットこわしちゃった
- 13.おおブレネリ
- 14.ドナドナ
- 15.おしゃべりあひる
- 16.もえあがれ雪たち
- 17.あそぼうよ
- 18.わたしの紙風船
- 19.気のいいあひる
- 20.それ行け 3組

### Disc 2
- 1.小さな木の実
- 2.カンタカナリート 〜風よりもかろやかに〜
- 3.トランペット吹きながら
- 4.森の熊さん
- 5.算数チャチャチャ
- 6.ひげなしゴゲジャバル
- 7.トレロ カモミロ
- 8.山口さんちのツトム君
- 9.南の島のハメハメハ大王
- 10.雨が空から降れば
- 11.ユミちゃんの引越し 〜さよならツトム君〜
- 12.サラマンドラ
- 13.赤鬼と青鬼のタンゴ
- 14.坊がつる讃歌
- 15.北の旅
- 16.ぼくんちのチャボ
- 17.おもいでのアルバム
- 18.こだぬきポンポ
- 19.いたずラッコ
- 20.古いお城のものがたり